# Kalle Valtola
Kalle Valtola (ur. 21 grudnia 1995 w Turku) – fiński hokeista.
Jego brat Olli (ur. 1999) także został hokeistą.

## Kariera
- TPS U16 (2010–2011)
- TPS U17 (2011–2012)
- TPS U18 (2011–2013)
- TPS U20 (2013–2014)
  -  Kiekkohait (2013/2014)
- Lukko U20 (2014-2016)
- TuTo (2016-2018)
  -  VG-62 (2016/2017)
- KooKoo (2018-2019)
- TuTo (2019)
- Mora IK (2019–2020)
- MHk 32 Liptovský Mikuláš (2021)
- HK Dukla Michalovce (2021)
- GKS Katowice (2021-2022)
- STS Sanok (2022-2023)
- Re-Plast Unia Oświęcim (2023-)

Wychowanek klubu TPS w rodzinnym mieście, a od 2014 w Rauman Lukko. Od 2016 przez dwa sezony grał w barwach TuTo w drugiej lidze Mestis. W grudniu 2019 przeszedł do szwedzkiego klubu Mora IK (w lidze Allsvenskan), skąd odszedł w październiku 2020. Od grudnia 2020 reprezentował MHk 32 Liptovský Mikulášze słowackiej ekstraligi. W czerwcu 2021 przeszedł do Dukli Michalovce w tych samych rozgrywkach. W listopadzie 2021 został zaangażowany przez GKS Katowice w rozgrywkach Polskiej Hokej Ligi. W maju 2022 przeszedł do innego zespołu z PHL, STS Sanok. W kwietniu 2023 ogłoszono jego angaż w Re-Plast Unii Oświęcim.
W sezonie 2011/2012 występował w reprezentacji Finlandii juniorów do lat 17. 

## Sukcesy
Klubowe
- Brązowy medal U18 SM-sarja: 2012 z TPS U18
- Puchar Finlandii: 2017
- Srebrny medal Mestis: 2018
- Złoty medal mistrzostw Polski: 2022 z GKS Katowice, 2024 z Unią Oświęcim

Indywidualne
- Mestis (2017/2018):
  - Najlepszy napastnik miesiąca: październik 2017
  - Pierwsze miejsce w klasyfikacji strzelców wśród obrońców w sezonie zasadniczym: 14 goli
  - Pierwsze miejsce w klasyfikacji asystentów wśród obrońców w sezonie zasadniczym: 32 goli
  - Pierwsze miejsce w klasyfikacji kanadyjskiej w sezonie zasadniczym: 46 punktów
  - Pierwsze miejsce w klasyfikacji strzelców wśród obrońców w fazie play-off: 6 goli
  - Pierwsze miejsce w klasyfikacji asystentów wśród obrońców w fazie play-off: 8 goli
  - Pierwsze miejsce w klasyfikacji kanadyjskiej w fazie play-off: 14 punktów
  - Najlepszy obrońca sezonu
  - Skład gwiazd sezonu